# Овражки (станция)
Овра́жки — железнодорожная станция Казанского направления Московской железной дороги на границе посёлка Малаховка городского округа Люберцы Московской области.
На станции — одна островная пассажирская платформа. Переход пассажиров на платформу осуществляется по настилам через пути. Не оборудована турникетами.
К западу от станции происходит смена движения с правостороннего на левостороннее, характерное для Рязанского направления, пути перекрещиваются в разных уровнях.
На северо-запад от станции отходит четырёхкилометровая ветка на Коренёвский карьер.

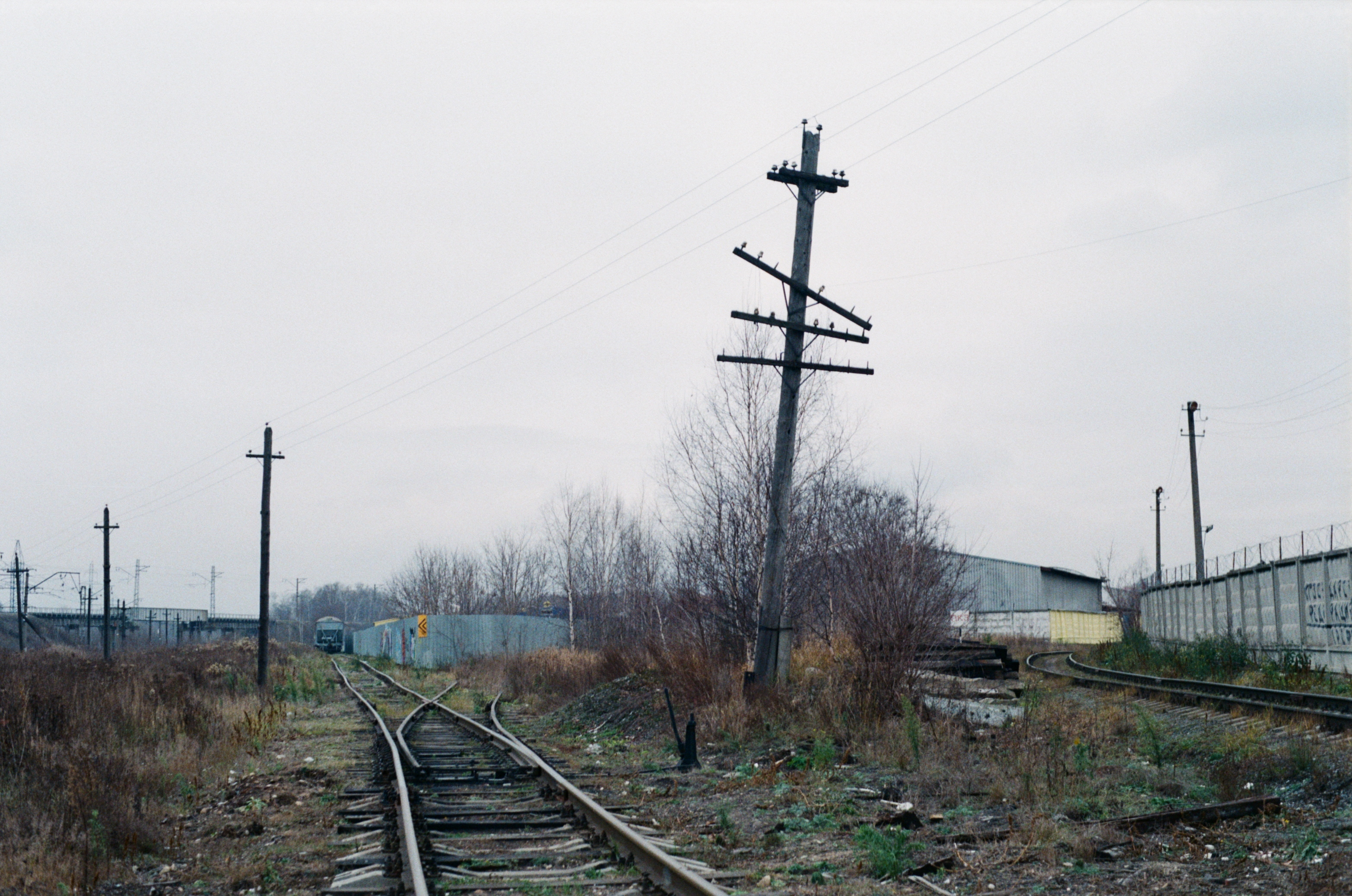
Начало ветки на карьер (2020)

Время движения от Казанского вокзала — около 45 минут.